# Xã Wakpala, Quận Corson, Nam Dakota
Xã Wakpala (tiếng Anh: Wakpala Township) là một xã thuộc quận Corson, tiểu bang Nam Dakota, Hoa Kỳ. Năm 2010, dân số của xã này là 301 người.